# 高觀鯉
高觀鯉（?—?），浙江仁和縣人，清朝政治人物，同進士出身。
乾隆十三年，登進士，授環縣知縣，任內編寫《環縣志》。